# Doom 3
Doom 3 – strzelanka pierwszoosobowa, wyprodukowana przez id Software i wydana w 2004 roku przez Activision. Jest to trzecia część serii gier Doom. Akcja gry dzieje się w 2145 roku w bazie Union Aerospace Corporation (UAC) na Marsie.
Do gry na początku 2005 roku został wydany dodatek Doom 3: Resurrection of Evil.
Silnik graficzny Dooma 3, po wprowadzeniu doń poprawek, został wykorzystany przez Raven Software w grze Quake 4, a następnie przez Human Head Studios w grze Prey.

## Opis fabuły
Akcja gry toczy się na Marsie, w wielkim ośrodku badawczym Union Aerospace Corporation (UAC). Korporacja ta wcześniej zajmowała się eksploracją kosmosu i rozwojem biotechnologii, lecz postanowiła poszerzyć swą działalność o archeologię. Stało się to po odkryciu na Marsie szczątków obcej cywilizacji, które wskazują na jej wysoki poziom rozwoju. Bohater, w którego wciela się gracz, to nowo przybyły na planetę żołnierz piechoty morskiej, który właśnie rozpoczyna swą służbę dla korporacji jako ochroniarz. Jego bezpośrednim przełożonym zostaje sierżant Kelly. Niedługo po przylocie przydziela mu on zadanie znalezienia naukowca, który zaginął bez wieści po udaniu się w kierunku opuszczonego laboratorium. Gdy marine odnajduje mężczyznę, zaczynają się dziać dziwne rzeczy. Kompleks UAC zostaje zaatakowany, urywa się kontakt z dowództwem, a odnaleziony naukowiec zamienia się w krwiożerczego potwora. Okazuje się, że podczas eksperymentów z teleportacją przypadkowo otwarto portal do innego wymiaru, z którego Mars zaatakowała armia demonów. Kelly wydaje marine rozkaz udania się do centrum komunikacyjnego i wezwania posiłków z Ziemi. Na drodze stają mu jednak wysłannik zarządu firmy Elliot Swann i jego ochroniarz, Campbell. Twierdzą, że diabelska armia kierowana przez doktora Malcolma Betrugera może wykorzystać statki floty ratunkowej do inwazji na Ziemię. Marine samotnie wyrusza do walki z potworami, cały czas ścigając Swanna i Campbella. Obaj starają się przetrwać w kompleksie do czasu przybycia posiłków i zamknąć portal do piekła.